# Bisdom Kenge
Het bisdom Kenge (Latijn: Dioecesis Kengensis) is een rooms-katholiek bisdom in Congo-Kinshasa met als zetel Kenge (kathedraal Mwense Anuarite). Het is een suffragaan bisdom van het aartsbisdom Kinshasa en werd opgericht in 1963. In 2016 telde het bisdom 28 parochies. Het bisdom heeft een oppervlakte van 34.385 km2 en telde in 2016 1.043.000 inwoners waarvan 57,2% rooms-katholiek was. 

## Geschiedenis
De eerste missiepost in het gebied was de missie van de Jezuïeten in Wombali in 1901. Er volgden andere missieposten van de Jezuïeten in Kimbau (1916), St. Hyppolite (Bandundu) (1929), Ngi (1929) en Beno (1930). Deze laatste drie missieposten werden in 1951 overgedragen aan de Missionarissen van Steyl, en in 1953 volgde Kimbau. Het bisdom is ontstaan uit de apostolische prefectuur Kenge, geleid door Jean Van der Heyden, S.V.D., die in 1957 werd opgericht en ontstond door afsplitsingen van gebieden van de apostolische vicariaten Kikwit en Kisantu. In dat jaar waren er al 29 paters en acht broeders van de Missionarissen van Steyl actief in het gebied en dit in zeven missieposten. In Kalonda werd een kleinseminarie gebouwd. Het bisdom werd opgericht met de pauselijke bul Ut omnia van paus Paulus VI en de eerste bisschop van Kenge was François Hoenen, S.V.D.. In dat jaar waren er 51 paters en 22 broeders van de Missionarissen van Steyl actief in het bisdom. In 1974, nadat pater Hoenen op emeritaat ging, kreeg Kenge zijn eerste inlandse bisschop, Dieudonné M’Sanda Tsinda-Hata. Die heeft de diocesane congregatie voor vrouwelijke religieuzen, Soeurs de Marie Reine de la Paix (C.S.M.M.R.P.), opgericht.   

## Bisschoppen
- François Hoenen, S.V.D. (1963-1974)
- Dieudonné M’Sanda Tsinda-Hata (1974-1999)
- Jean-Gaspard Mudiso Mund’la, S.V.D. (1999-2018)
- Jean-Pierre Kwambamba Masi (2018- )